# Kragskovhede (hede)
 For alternative betydninger, se Kragskovhede. (Se også artikler, som begynder med Kragskovhede)
Kragskovhede, et område beliggende umiddelbart vest for landsbyen Jerup, ca. 12 km nordvest for Frederikshavn.
Området er begrænset til Statsfængslet på Kragskovhede på Sindalvej i Jerup , ca. 1.500 ha.
Heden som er en blanding af mose- og hedestrækninger, er dannet efter havets tilbagetrækning fra området i istiden, er beliggende nord for den gamle kystskrænt der går fra Flade Bakker ved Frederikshavn over Troldhætten i Tolne Bakker til Hellehøj ved Hirtshals.
Kragskovhede er en del af Natura 2000-område nr. 3 Jerup Hede, Råbjerg og Tolshave Mose, og ligger op til den fredede Tolshave.